# Sophie
Софі Ксеон (17 вересня 1986 , Глазго  — 30 січня 2021 , Афіни ), більше відома як SOPHIE — шотландська музикантка, продюсерка, співачка, авторка пісень і диджейка. Sophie відома своїми синтезованими й «гіперкінетичними» композиціями, такими як «Bipp» (2013), «Lemonade» (2014) і «Ponyboy» (2018 року). Її збірка «Product» вийшла в 2015, а дебютний альбом, «Oil of Every Pearl's Un-Insides», який був номінований на премію Греммі в категорії Кращий танцювальний/електронний альбом, в 2018. SOPHIE тісно співпрацювала з виконавцями лейблу PC Music, зокрема з A. G. Cook та GFOTY, а також була продюсером для таких музикантів, як Мадонна, Charli XCX, Vince Staples, Let's Eat Grandma, Кім Петрас, Flume, Namie Amuro, Itzy, Lady Gaga, Rihanna

## Звук та стиль
SOPHIE в основному використовувала Elektron Monomachine і Ableton Live для створення музики, і створювала різні звуки, схожі на «латекс, повітряні кулі, бульбашки, метал, пластик і еластичні матеріали». AllMusic написав, що «гіперкінетичне звучання» SOPHIE має «сюрреалістичну, штучну якість», через часте використання оброблених жіночих голосів з неприродно високим звучанням і «солодкавих синтезованих текстур». «The New York Times» описав музику SOPHIE, як "розважальну […], але також як і  запрошення  розглянути поп-музику як стиль — його структуру, гендерні очікування й комерційний статус… ". Коли «Billboard» запитав у SOPHIE, у якому жанрі вона створювала музику, вона відповіла «рекламування» (advertising).
Раннім візуальним рядом до музики SOPHIE були барвисті зображення, які вона називала «домашнім молекулярним варінням» (Homemade Molecular Cooking). На обкладинках її синглів часто були зображені об'єкти з пластику або інших індустріальних матеріалів — ця ідея зародилася після розмови SOPHIE з Джоном Робертсом, її другом і електронним музикантом. На заході POPcube, SOPHIE показала нові постери і листівки, на яких були зображені продукти, які пізніше можна було придбати в її інтернет-магазині, до яких входили каблуки, пуховик і сонцезахисні окуляри. Хоча й на момент виходу альбому на всі ці продукти надавалася знижка, всі вони, за винятком секс-іграшки «безпечний для тіла силіконовий продукт»  (body safe silicone product), який продавався в комплекті зі спеціальним виданням альбому, були моментально викуплені, що викликало підозри, що ці продукти ніколи насправді не існували.

## Смерть
Sophie померла 30 січня 2021 року в будинку, де вона проживала в Афінах, внаслідок нещасного випадку. Її лейбл повідомив що вона вийшла на дах, щоб помилуватися повнею, але послизнулася та впала з великої висоти. Унаслідок падіння вона опинилася затиснутою між двома бетонними плитами. Рятувальна операція тривала близько 90 хвилин, після чого SOPHIE була доставлена до лікарні. Попри зусилля медиків, артистка померла від значної втрати крові.

## Нагороди та номінації
| Рік  | Премія                       | Категорія                              | Робота                                                 | Результат |
| ---- | ---------------------------- | -------------------------------------- | ------------------------------------------------------ | --------- |
| 2018 | AIM Independent Music Awards | UK Breakthrough of the Year            | SOPHIE (як музикант)                                   | Номінація |
| 2018 | AIM Independent Music Awards | Innovator Award                        | SOPHIE (як музикант)                                   | Перемога  |
| 2018 | AIM Independent Music Awards | Independent Album of the Year          | «Oil of Every Pearl's Un-Insides»                      | Номінація |
| 2019 | Премія Греммі                | Кращий танцювальний/електронний альбом | «Oil of Every Pearl's Un-Insides»                      | Номінація |
| 2019 | Libera Award                 | Best Dance/Electronic Album            | «Oil of Every Pearl's Un-Insides»                      | Номінація |
| 2020 | AIM Independent Music Awards | Best Creative Packaging                | «Oil of Every Pearl's Un-Insides Non-Stop Remix Album» | Номінація |